# Monstrilla longicornis
Monstrilla longicornis is een eenoogkreeftjessoort uit de familie van de Monstrillidae. De wetenschappelijke naam van de soort is voor het eerst geldig gepubliceerd in 1890 door Thompson I.C..